# 세계 경쟁력 보고서

2008-2009 세계 경쟁력 지수 세계 지도. 각 색상은 순위에 오른 국가의 4분위를 나타낸다. 초록색은 고득점이며, 붉은색은 경쟁력이 낮은 국가이다. 회색은 자료 부족 국가

세계 경쟁력 보고서(The Global Competitiveness Report)는 세계경제포럼에서 발간되는 권위있는 연간 보고서이다. 최초의 보고서는 1979년에 발간되었다. 2014-2015 보고서의 평가대상국은 기존 148개국에서 144국으로 감소하였다. 2011-2012 보고서는 전 세계 142개국 주요 국가와 신흥 국가의 경제에 대한 내용을 다루고 있다. 2008-2009 보고서에는 134개국이 실렸다. 미국은 스위스와 같이 세계에서 가장 경쟁력 있는 나라로 분류되었지만, 2007~2010년 금융 위기와 거시 경제의 안정성 때문에 5위로 밀려났다. 이 보고서는 시민들에게 높은 수준의 번영을 제공하는 국가의 능력을 평가한다. 그리하여 결과적으로 국가가 얼마나 효율적으로 유효한 자원을 사용하는 지가 중요한 요소가 된다. 따라서 세계 경쟁력 지수는 현재와 중장기의 경제 번영 수준으로 지원할 수 있는 일련의 제도와 정책 그리고 요소를 평가한다.

## 2022 순위
| 순위    | 국가                  | 점수 |
| ------- | --------------------- | ---- |
| 1       | 싱가포르              | 84.8 |
| 2       | 미국                  | 83.7 |
| 3       | 홍콩                  | 83.1 |
| 4       | 네덜란드              | 82.4 |
| 5       | 스위스                | 82.3 |
| 6       | 일본                  | 82.3 |
| 7       | 독일                  | 81.8 |
| 8       | 스웨덴                | 81.2 |
| 9       | 영국                  | 81.2 |
| 10      | 덴마크                | 81.2 |
| 11      | 핀란드                | 80.2 |
| 12      | 대만                  | 80.2 |
| 13      | 대한민국              | 79.6 |
| 14      | 캐나다                | 79.6 |
| 15      | 프랑스                | 78.8 |
| 16      | 오스트레일리아        | 78.7 |
| 17      | 노르웨이              | 78.1 |
| 18      | 룩셈부르크            | 77.0 |
| 19      | 뉴질랜드              | 76.7 |
| 20      | 이스라엘              | 76.7 |
| 21      | 오스트리아            | 76.6 |
| 22      | 벨기에                | 76.4 |
| 23      | 스페인                | 75.3 |
| 24      | 아일랜드              | 75.1 |
| 25      | 아랍에미리트          | 75.0 |
| 26      | 아이슬란드            | 74.7 |
| 27      | 말레이시아            | 74.6 |
| 28      | 중국                  | 73.9 |
| 29      | 카타르                | 72.9 |
| 30      | 이탈리아              | 71.5 |
| 31      | 에스토니아            | 70.9 |
| 32      | 체코                  | 70.9 |
| 33      | 칠레                  | 70.5 |
| 34      | 포르투갈              | 70.4 |
| 35      | 슬로베니아            | 70.2 |
| 36      | 사우디아라비아        | 70.0 |
| 37      | 폴란드                | 68.9 |
| 38      | 몰타                  | 68.5 |
| 39      | 리투아니아            | 68.4 |
| 40      | 태국                  | 68.1 |
| 41      | 라트비아              | 67.0 |
| 42      | 슬로바키아            | 66.8 |
| 43      | 러시아                | 66.7 |
| 44      | 키프로스              | 66.4 |
| 45      | 바레인                | 65.4 |
| 46      | 쿠웨이트              | 65.1 |
| 47      | 헝가리                | 65.1 |
| 48      | 멕시코                | 64.9 |
| 49      | 불가리아              | 64.9 |
| 50      | 인도네시아            | 64.6 |
| 51      | 루마니아              | 64.4 |
| 52      | 모리셔스              | 64.3 |
| 53      | 오만                  | 63.6 |
| 54      | 우루과이              | 63.5 |
| 55      | 카자흐스탄            | 62.9 |
| 56      | 브루나이              | 62.8 |
| 57      | 콜롬비아              | 62.7 |
| 58      | 아제르바이잔          | 62.7 |
| 59      | 그리스                | 62.6 |
| 60      | 남아프리카 공화국     | 62.4 |
| 61      | 튀르키예              | 62.1 |
| 62      | 코스타리카            | 62.0 |
| 63      | 크로아티아            | 61.9 |
| 64      | 필리핀                | 61.9 |
| 65      | 페루                  | 61.7 |
| 66      | 파나마                | 61.6 |
| 67      | 베트남                | 61.5 |
| 68      | 인도                  | 61.4 |
| 69      | 아르메니아            | 61.3 |
| 70      | 요르단                | 60.9 |
| 71      | 브라질                | 60.9 |
| 72      | 세르비아              | 60.9 |
| 73      | 몬테네그로            | 60.9 |
| 74      | 조지아                | 60.9 |
| 75      | 모로코                | 60.0 |
| 76      | 세이셸                | 59.6 |
| NEW 77  | 바베이도스            | 58.9 |
| 78      | 도미니카 공화국       | 58.3 |
| 79      | 트리니다드 토바고     | 58.3 |
| 80      | 자메이카              | 58.3 |
| 81      | 알바니아              | 57.6 |
| 82      | 북마케도니아          | 57.3 |
| 83      | 아르헨티나            | 57.2 |
| 84      | 스리랑카              | 57.1 |
| 85      | 우크라이나            | 57.0 |
| 86      | 몰도바                | 56.7 |
| 87      | 튀니지                | 56.4 |
| 88      | 레바논                | 56.3 |
| 89      | 알제리                | 56.3 |
| 90      | 에콰도르              | 55.7 |
| 91      | 보츠와나              | 55.5 |
| 92      | 보스니아 헤르체고비나 | 54.7 |
| 93      | 이집트                | 54.5 |
| 94      | 나미비아              | 54.5 |
| 95      | 케냐                  | 54.1 |
| 96      | 키르기스스탄          | 54.0 |
| 97      | 파라과이              | 53.6 |
| 98      | 과테말라              | 53.5 |
| 99      | 이란                  | 53.0 |
| 100     | 르완다                | 52.8 |
| 101     | 온두라스              | 52.7 |
| 102     | 몽골                  | 52.6 |
| 103     | 엘살바도르            | 52.6 |
| 104     | 타지키스탄            | 52.4 |
| 105     | 방글라데시            | 52.1 |
| 106     | 캄보디아              | 52.1 |
| 107     | 볼리비아              | 51.8 |
| 108     | 네팔                  | 51.6 |
| 109     | 니카라과              | 51.5 |
| 110     | 파키스탄              | 51.4 |
| 111     | 가나                  | 51.2 |
| 112     | 카보베르데            | 50.8 |
| 113     | 라오스                | 50.1 |
| 114     | 세네갈                | 49.7 |
| 115     | 우간다                | 48.9 |
| 116     | 나이지리아            | 48.3 |
| 117     | 탄자니아              | 48.2 |
| 118     | 코트디부아르          | 48.1 |
| NEW 119 | 가봉                  | 47.5 |
| 120     | 잠비아                | 46.5 |
| 121     | 에스와티니            | 46.4 |
| 122     | 기니                  | 46.1 |
| 123     | 카메룬                | 46.0 |
| 124     | 감비아                | 45.9 |
| 125     | 베냉                  | 45.8 |
| 126     | 에티오피아            | 44.4 |
| 127     | 짐바브웨              | 44.2 |
| 128     | 말라위                | 43.7 |
| 129     | 말리                  | 43.6 |
| 130     | 부르키나파소          | 43.4 |
| 131     | 레소토                | 42.9 |
| NEW 132 | 마다가스카르          | 42.9 |
| 133     | 베네수엘라            | 41.8 |
| 134     | 모리타니              | 40.9 |
| 135     | 부룬디                | 40.3 |
| 136     | 앙골라                | 38.1 |
| 137     | 모잠비크              | 38.1 |
| 138     | 아이티                | 36.3 |
| 139     | 콩고 민주 공화국      | 36.1 |
| 140     | 예멘                  | 35.5 |
| 141     | 차드                  | 35.1 |

## 2014-2015 순위
다음은 2014-2015 보고서에 있는 상위 30개 국가이다. 대한민국은 2008-2009 13위에서 2014-2015 26위로 가장 큰 폭으로 순위가 하락하였다.
| 1. 스위스 5.70 2. 싱가포르 5.65 3. 미국 5.54 4. 핀란드 5.50 5. 독일 5.49 6. 일본 5.47 7. 홍콩 특별행정구 5.46 8. 네덜란드 5.45 9. 영국 5.41 | 1. 노르웨이 5.35 2. 아랍에미리트 5.33 3. 덴마크 5.29 4. 대만 5.25 5. 캐나다 5.24 6. 카타르 5.24 7. 뉴질랜드 5.20 8. 벨기에 5.18 9. 룩셈부르크 5.17 10. 말레이시아 5.16 | 1. 오스트리아 5.16 2. 오스트레일리아 5.08 3. 프랑스 5.08 4. 사우디아라비아 5.06 5. 아일랜드 4.98 6. 대한민국 4.96 7. 이스라엘 4.95 8. 중국 4.89 9. 아이슬란드 4.71 10. 태국 4.66 |

## 2010-2011 순위
다음은 2010-2011 보고서에 있는 상위 30개 국가이다.
1. 스위스 5.63
2. 스웨덴 5.56
3. 싱가포르 5.48
4. 미국 5.43
5. 독일 5.39
6. 일본 5.37
7. 핀란드 5.37
8. 네덜란드 5.33
9. 덴마크 5.32
10. 캐나다 5.30
11. 홍콩 특별행정구 5.27
12. 영국 5.25
13. 대만 5.21
14. 노르웨이 5.14
15. 프랑스 5.13
16. 오스트레일리아 5.11
17. 카타르 5.10
18. 오스트리아 5.09
19. 벨기에 5.07
20. 룩셈부르크 5.05
21. 사우디아라비아 4.95
22. 대한민국 4.93
23. 뉴질랜드 4.92
24. 이스라엘 4.91
25. 아랍에미리트 4.89
26. 말레이시아 4.88
27. 중국 4.84
28. 브루나이 4.75
29. 아일랜드 4.74
30. 칠레 4.69

## 2009-2010 순위
다음은 2009-2010 보고서에 있는 상위 30개 국가이다.
1. 스위스 5.61
2. 미국 5.59
3. 싱가포르 5.55
4. 스웨덴 5.51
5. 덴마크 5.46
6. 핀란드 5.43
7. 독일 5.37
8. 일본 5.37
9. 캐나다 5.33
10. 네덜란드 5.32
11. 홍콩 특별행정구 5.22
12. 대만 5.20
13. 영국 5.19
14. 노르웨이 5.17
15. 오스트레일리아 5.15
16. 프랑스 5.13
17. 오스트리아 5.13
18. 벨기에 5.09
19. 대한민국 5.00
20. 뉴질랜드 4.98
21. 룩셈부르크 4.96
22. 카타르 4.95
23. 아랍에미리트 4.92
24. 말레이시아 4.87
25. 아일랜드 4.84
26. 아이슬란드 4.80
27. 이스라엘 4.80
28. 사우디아라비아 4.75
29. 중국 4.74
30. 칠레 4.70

## 2008-2009 순위
다음은 2008-2009 보고서에 있는 상위 30개 국가이다.
| 1. 미국 5.74 2. 스위스 5.61 3. 덴마크 5.58 4. 스웨덴 5.53 5. 싱가포르 5.53 6. 핀란드 5.50 7. 독일 5.46 8. 네덜란드 5.41 9. 일본 5.38 10. 캐나다 5.37 | 1. 홍콩 특별행정구 5.33 2. 영국 5.30 3. 대한민국 5.28 4. 오스트리아 5.23 5. 노르웨이 5.22 6. 프랑스 5.22 7. 대만 5.22 8. 오스트레일리아 5.20 9. 벨기에 5.14 10. 아이슬란드 5.05 | 1. 말레이시아 5.04 2. 아일랜드 4.99 3. 이스라엘 4.97 4. 뉴질랜드 4.93 5. 룩셈부르크 4.85 6. 카타르 4.83 7. 사우디아라비아 4.72 8. 칠레 4.72 9. 스페인 4.72 10. 중국 4.70 |

## 대한민국
대한민국의 GCI는 다음과 같다.
- 2014-2015 : 26위
- 2010-2011 : 22위
- 2009-2010 : 19위[5]
- 2008-2009 : 13위[6]
- 2007-2008 : 13위
- 2006년 : 24위
- 2005년 : 19위

## 평가부문 및 지표 수
| 기본요인 (Basic requirements)                   | 총45개 지표 | 효율성 증진 (Efficiency enhancers)               | 총51개 지표 | 혁신 및 성숙도 (Innovation and sophistication factors) | 총16개 지표 |
| ----------------------------------------------- | ----------- | ------------------------------------------------ | ----------- | ------------------------------------------------------ | ----------- |
| 제도 (Institutions)                             | 21          | 고등교육 및 훈련 (Higher education and training) | 8           | 기업 성숙도 (Business sophistication)                  | 9           |
| 인프라 (Infrastructure)                         | 9           | 상품시장 효율성 (Goods market efficiency)        | 16          | 혁신 (Innovation)                                      | 7           |
| 거시경제 환경 (Macroeconomic environment)       | 5           | 노동시장 효율성 (Labor market efficiency)        | 10          |                                                        |             |
| 보건 및 초등교육 (Health and primary education) | 10          | 금융시장 성숙도 (Financial market development)   | 8           |                                                        |             |
|                                                 |             | 기술 수용성 (Technological readiness)            | 7           |                                                        |             |
|                                                 |             | 시장 규모 (Market size)                          | 2           |                                                        |             |

2014-2015 대한민국 GCI 26위
2008-2009년에 비해 기본요인(Basic requirements)에서의 제도(Institutions) 28위→82위, 효율성 증진(Efficiency enhancers)에서의 노동시장 효율성( Labor market efficiency) 41위→86위, 금융시장 성숙도( Financial market
development) 37위→80위의 순위 하락폭이 컸다.

2008-2009 대한민국 GCI 13위

## 같이 보기
- 세계 경제 포럼
- 세계 무역가능 보고서 (세계무역가능지수)
- 세계 정보기술 보고서 (세계정보기술지수)